# El buscador en red
El buscador en red es un programa de televisión de entrevistas argentino, conducido por Gonzalo Bonadeo sobre esas búsquedas que tienen registradas, donde el invitado tendrá cinco preguntas que podrá responder o no.

## Conductor
- Gonzalo Bonadeo - Conductor.

## Audiencia
| #1  | Lunes     | 23 de mayo de 2016  |  |  |  |  |
| #2  | Martes    | 24 de mayo de 2016  |  |  |  |  |
| #3  | Miércoles | 25 de mayo de 2016  |  |  |  |  |
| #4  | Jueves    | 26 de mayo de 2016  |  |  |  |  |
| #5  | Viernes   | 27 de mayo de 2016  |  |  |  |  |
| #6  | Lunes     | 30 de mayo de 2016  |  |  |  |  |
| #7  | Martes    | 31 de mayo de 2016  |  |  |  |  |
| #8  | Miércoles | 1 de junio de 2016  |  |  |  |  |
| #9  | Jueves    | 2 de junio de 2016  |  |  |  |  |
| #10 | Viernes   | 3 de junio de 2016  |  |  |  |  |
| #11 | Lunes     | 6 de junio de 2016  |  |  |  |  |
| #12 | Martes    | 7 de junio de 2016  |  |  |  |  |
| #13 | Miércoles | 8 de junio de 2016  |  |  |  |  |
| #14 | Jueves    | 9 de junio de 2016  |  |  |  |  |
| #15 | Viernes   | 10 de junio de 2016 |  |  |  |  |
| #16 | Lunes     | 13 de junio de 2016 |  |  |  |  |
| #17 | Martes    | 14 de junio de 2016 |  |  |  |  |
| #18 | Miércoles | 15 de junio de 2016 |  |  |  |  |
| #19 | Jueves    | 16 de junio de 2016 |  |  |  |  |
| #20 | Viernes   | 17 de junio de 2016 |  |  |  |  |
| #21 | Lunes     | 20 de junio de 2016 |  |  |  |  |
| #22 | Martes    | 21 de junio de 2016 |  |  |  |  |
| #23 | Miércoles | 22 de junio de 2016 |  |  |  |  |
| #24 | Jueves    | 23 de junio de 2016 |  |  |  |  |
| #25 | Viernes   | 24 de junio de 2016 |  |  |  |  |

     Emisión más vista hasta el momento.

     Emisión menos vista hasta el momento.